# Oberschweinbach
Oberschweinbach là một đô thị thuộc huyện Fürstenfeldbruck trong bang Bayern nước Đức. Đô thị Oberschweinbach có diện tích 7,23 km², dân số thời điểm 31 tháng 12 năm 2006 là 1514 người.